# Мардахаев, Лев Владимирович
Лев Владимирович Мардахаев (9 февраля 1944, Баку — 11 октября 2024, Москва) — советский и российский учёный в области социальной педагогики, доктор педагогических наук (1997), профессор (1994), заведующий кафедрой социальной педагогики, декан факультета социальной педагогики, директор института социальной реабилитации РГСУ, автор ряда учебников и учебных пособий по социальной педагогике. Председатель диссертационного совета по педагогическим наукам при РГСУ.

## Биография
Родился 9 февраля 1944 года в Баку. Трудовую деятельность начал в 1960 году, ещё учась в школе рабочей молодёжи № 26, которую он окончил в 1961 году.
C 1963 года в течение 31 года (по 1994 год) служил в Вооружённых силах СССР (позже — РФ). В 1975 окончил по специальности политработник РВСН Военно-политическую академию им. В. И. Ленина, в 1981 году — адъюнктуру по кафедре педагогики той же академии.
С 1978 года занимался научно-педагогической деятельностью.
В 1982 году защитил диссертацию по теме «Формирование активной жизненной позиции у молодых офицеров» на учёную степень кандидата педагогических наук : 13.00.01., а в 1997 году — диссертацию доктора педагогических наук.
В 1994 году получил учёное звание профессора по кафедре педагогики.
По окончании адъюнктуры с 1981 г. служил в Смоленском высшем зенитно-ракетном инженерном училище заместителем заведующего кафедрой марксизма-ленинизма. С 1985 г. — начальником кафедры марксизма-ленинизма в Орджоникидзевском высшем зенитном ракетном командном училище ПВО имени генерала армии И. А. Плиева.
В 1990 году вернулся в Москву и продолжил службу в Гуманитарной академии Вооружённых Сил РФ преподавателем, старшим преподавателем (с 1992 г.), заместителем заведующего кафедрой педагогики.
В 1994 году ушёл в отставку в звании полковника и работает в Российском (Московском) государственном социальном университете, где занимал должности профессора кафедры социальной педагогики, с 1997 г. — заведующего кафедрой социальной (социальной и семейной) педагогики, с 1995 г. — декана факультета социальной педагогики, заместителя директора академии социальной работы по научной работе, директора института социальной реабилитации.
Председатель диссертационного совета по педагогическим наукам при РГСУ.
Создал свою научную школу по направлению «История и теория социальной педагогики».
Научный руководитель и консультант 12 докторских и 47 кандидатских диссертаций.
Автор и соавтор более 425 научных и учебно-методических работ.
Умер 11 октября 2024 года в возрасте 80 лет.

## Профессиональные интересы
- история и теория социальной педагогики,
- социально-педагогическая технология;
- подготовка специалистов социальной педагогики;
- социально-педагогическое сопровождение социализации ребёнка;
- социально-педагогический подход к защите прав и личного достоинства ребёнка;
- вопросы педагогической культуры;
- частные педагогические технологии и др.

## Членство в академиях и комиссиях
- Член Президиума, академик-секретарь отделения социальной педагогики и социальной работы Международной академии наук педагогического образования (МАНПО)[5];
- академик Академии социального образования[6];
- академик Международной славянской академии (Западно-Сибирское отделение)[7];
- академик Академии военных наук;
- академик Международной общественной организации "Академии детско-юношеского туризма и краеведения имени А.А. Остапца-Свешникова";
- академик Российской академии общественных и фундаментальных наук имени М.В. Ломоносова
- член правления Союза социальных педагогов и социальных работников (раннее ССОПиСР);
- вице-президент Всероссийской макаренковской ассоциации (Макаренковское содружество)[8];
- член методической комиссии по социальной педагогики УМО вузов по педагогическому образованию, затем член методической комиссии по психологии и социальной педагогике УМО вузов по психолого-педагогическому образованию;
- член УМО ГУП (групп управления проектами) на базе КазНацЖенПУ, эксперт учебно-методической литературы по направлению «018 Подготовка специалистов по социальной педагогике и самопознанию» Республика Казахстан.

## Член редколлегий журналов
- «ЦИТИСЭ: электронного журнала», включенного в РИНЦ (http://ma123.ru);
- Педагогическое образование и наука (МАНПО);
- Педагогический журнал Башкортостана (г. Уфа);
- Социальная педагогика (РАО);
- Вестник УМО вузов по образованию в области социальной работы (РГСУ);
- Вестник социально-гуманитарного образования и науки;
- Научно-практический журнал (УрГПУ, г. Екатеринбург);
- Вестник Московского государственного областного университета: научный журнал. Серия: Педагогика;
- Вестник Северо-Восточного федерального университета им М.К. Аммосова» Серия «Педагогика. Психология. Философия»;
- Здравоохранение, образование и безопасность: научный журнал (Уральский государственный университет физической культуры, г. Челябинск);
- Муниципальное образование: инновации и эксперимент; и др.

## Награды
Л. В. Мардахаев отмечен наградами как за воинскую службу, так и за последующую общественную и педагогическую деятельность.
- Орден «За службу Родине в Вооружённых Силах СССР» III степени;
- Медаль «В память 850-летия Москвы»;
- Медаль «Ветеран труда»;
- знак «Общественное признание» Национальной ассоциацией объединений офицеров запаса Вооружённых сил (МАГАПИР);
- благодарность Председателя Совета Федерации Федерального Собрания Российской Федерации;
- диплом Государственного комитета Российской Федерации по высшему образованию (1993);
- благодарность Директора департамента государственной политики в сфере защиты прав детей Минобрнауки России
- серебряным Почётным знаком имени Петра Великого «За достижения в социальном образовании»
- грамота Председателя Совета УМО вузов России по образованию в области социальной работы;
- диплом Европейской научно-промышленной палаты и Золотой медалью «За вклад в теорию и методику профессионального образования в области социальной работы»;
- диплом «Сластёнинская премия» За самоотверженное служение памяти В. А. Сластёнина;
- дипломами, грамотами и благодарностью ряда вузов Российской Федерации и др. наградами.

## Почётные звания
- Почётный работник высшего профессионального образования Российской Федерации,
- Заслуженный работник высшей школы Российской Федерации;
- Почётный академик МАНПО;
- Почётный член Международной общественной организации «Академии детско-юношеского туризма и краеведения имени А.А. Остапца-Свешникова»
- Почётный профессор Новосибирского государственного педагогического университета;
- Почётный профессор «Высшей школы гостиничного бизнеса и туризма» (г. Ченстохова, Польша);
- Почётное звание МАНПО «Основатель научной школы».
- Почётные грамоты и благодарности Министерства труда и социального развития РФ и Министерства образования и науки РФ, награды общественных организаций[1].

## Из библиографии
По данным электронных каталогов РГБ и РИНЦ (см. ссылки) Л. В. Мардахаев является автором, ответственным редактором, составителем более 425 книг и статей, в том числе.

### Книги
- Дипломная работа по социальной педагогике : (Метод. пособие) / Л. В. Мардахаев; Моск. гос. соц. ун-т, Акад. соц. работы. Фак. соц. педагогики. — М. : Союз, 1999. — 56 с.
- Методика и технология работы социального педагога : Учеб.-метод. пос. / Л. В. Мардахаев; Моск. гос. соц. ун-т. Каф. соц. педагогики. — М. : Союз, 1999. — 121 с.
- Словарь по социальной педагогике : Учеб. пособие для студентов, изучающих психологию, соц. работу и соц. педагогику / Авт.-сост. Л. В. Мардахаев. — М. : Academia, 2002. — 363 с.; — (Высшее образование / Моск. гос. соц. ун-т).; ISBN 5-7695-0882-5
- Социальная педагогика : Курс лекций : Учеб. пос. для студ. фак. соц. работы / Л. В. Мардахаев; Под ред. В. И. Беляева. — М. : Изд-во МГСУ, 2002. — 248 с. — (Социальные науки / М-во труда и соц. развития Рос. Федерации. Моск. гос. соц. ун-т).; ISBN 5-7139-0118-1
- Социальная педагогика : Учеб. для студ. вузов ... по напр. подгот. и спец. «Соц. работа» / Л. В. Мардахаев. — М. : Гардарики, 2003. — 269 с.; ISBN 5-8297-0160-X
  - М. : Гардарики, 2005. — 269 с. — (Disciplinae) (Учебник).; ISBN 5-8297-0160-X
  - Москва : Гардарики, 2006. — 269 с.; ISBN 5-8297-0160-X
  - Москва : Гардарики, 2008. — 269 с.; ISBN 978-5-8297-0160-4
- Социальная педагогика: основы курса : учебник для студ. гуманит. фак-тов вузов / Л. В. Мардахаев. — 5-е изд., перераб. и доп. — Москва : Юрайт, 2011. — 375 с.; ISBN 978-5-9916-1201-2
- Социальная педагогика. Полный курс: учебник для студ. гуманит. фак-тов вузов / Л. В. Мардахаев. — 5-е изд., перераб. и доп. — Москва : Юрайт, 2011. — 797 с.; ISBN 978-5-9916-1202-9
  - 6-е изд., перераб. и доп. — Москва : Юрайт, 2013. — 817 с. — (Учебник) (Бакалавр. Углублённый курс); ISBN 978-5-9916-2618-7
- Социальная педагогика: учеб. для студ. вузов ... по напр. ... 040400 — «Социальная работа» / Л. В. Мардахаев; — Москва : Изд-во Российского гос. социального ун-та, 2013. — 415 с.; ISBN 978-5-7139-1014-3
- Основы социально-педагогической технологии: (учеб. пос.) / Л. В. Мардахаев. — Изд. 2-е, испр. и доп. — Москва : Перспектива, 2011. — 89 с.; ISBN 978-5-88045-153-1
- Techniques of teaching at the university level / Russian state social univ., Federal agency for education, Coastal Carolina univ., South Carolina, USA ; [L. V. Mardahaev et al. ; transl. from Russ. I. N. Tupitsyna, A. Yu. Vasilieva]. — Moscow : RSSU; Conway : CCU, 2006 (М. : Рос. гос. соц. ун-т). — 182 с.; ISBN 5-7139-0421-0
  - Методика преподавания в вузе : учеб. пос. для аспирантов / [Л. В. Мардахаев и др. ; пер. с англ. И. Н. Тупицыной и А. Ю. Васильевой]; — Москва : Изд-во Российского гос. социального ун-та, 2006. — 202 с.; ISBN 5-7139-0395-8
- Социально-педагогическое сопровождение лиц с двигательными нарушениями: учеб. пос. для студ. высш. учеб. педаг. заведений / [авт.-сост.: Л. В. Мардахаев и др.] ; — Москва : РГСУ, 2011. — 247 с.; ISBN 978-5-88045-150-0
- Специальная педагогика: учебник для бакалавров : учебник для студ. вузов ... по гуманит. направлениям и спец. / [Мардахаев Л. В. и др.]; под ред. Л. В. Мардахаева, Е. А. Орловой. — Москва : Юрайт, 2012. — 447 с.; — (Учебник) (Бакалавр. Базовый курс).; ISBN 978-5-9916-1894-6
- Методика преподавания в вузе: учеб. пос. для магистрантов, аспирантов и начинающих преподавателей : российско-американский проект / рук. авт. кол.: Л. В. мардахаев, Д. Вайзман; под ред. Л. В. Федякиной; пер. с англ. И. Н. Тупицыной, А. Ю. Васильевой; Российский гос. социальный ун-т, Ун-т Прибрежной Каролины (США). — 2-е изд., испр. и доп. — Москва : Изд-во Российского гос. социального ун-та, 2014. — 255 с.; ISBN 978-5-7139-1123-2
- Социальная педагогика: краткий словарь понятий и терминов / авт.-сост. Л. В. Мардахаев. — Москва : Изд-во Российского социального у-та, 2014. — 362 с.; ISBN 978-5-7139-1203-1
- Социальная геронтология: Россия и США: кросскультурный анализ (Российско-американский проект) : коллективная монография / [С. В. Казначеев, О. И. Воленко, Лиза Дж. Уинтерс и др.]; под ред. Л. В. Мардахаева и В. Е. Хилза; — Москва : Изд-во Российского гос. социального ун-та, 2016. — 322  с.; ISBN 978-5-7139-1275-8
- Социальная педагогика личности: учеб. пос. для студ. ... по напр. «Педаг. образование», «Психолого-педагогическое образование» и «Организация работы с молодёжью» / Л. В. Мардахаев, А. М. Егорычев; М-во образования и науки РФ, Российский гос. социальный ун-т. — Москва : Перспектива, 2016. — 118 с.; ISBN 978-5-88045-294-1 : 500 экз.
- Социальная педагогика в сохранении и развитии социального здоровья подрастающего поколения российского общества: коллект. монография / [А. М. Егорычев, В. В. Сизикова, Л. В. Мардахаев и др.]; под ред. А. М. Егорычева ; — Таганрог : Издательство Рос. гос. социального ун-та, 2017. — 231 с.; ISBN 978-5-7139-1336-6
- Магистерская диссертация: подготовка и защита: учеб.-метод. пос. / Л. В. Мардахаев. — Москва : Квант Медиа, 2018. — 104 с.; ISBN 978-5-9500513-7-1.
- Деонтология профессиональной деятельности специалиста социальной сферы : учебник для студентов средних и высших учебных заведений / [Л. В. Мардахаев, А. М, Егорычев, Я. В. Шимановская]; под ред. Л. В. Мардахаева ; Министерство науки и высшего образования РФ, Рос. гос. соц. университет. — Москва : Перспектива, 2020. — 228 с.; ISBN 978-5-88045-425-9.
- Развитие гражданско-патриотического сознания российской молодёжи в социокультурных условиях вуза : учеб.-метод. пос. для специалистов по патриотическому воспитанию студенческой молодёжи высшего профессионального образования / А. М. Егорычев, Л. В. Мардахаев, Я. В. Шимановская, А. Г. Ахтян; под ред. А. М. Егорычева ; Министерство науки и высшего образования РФ, Рос. гос. социальный ун-т. — Москва : Перспектива, 2020. — 51 с.; ISBN 978-5-88045-426-6.

Электронные издания
- Отечественная социальная педагогика [Электронный ресурс] : электронное издание : хрестоматия / сост. Л. В. Мардахаев. — Москва : Изд-во РГСУ, 2013. — 1 электрон. опт. диск (CD-ROM); 12 см; ISBN 978-5-7139-1084-6

### Диссертации
- Мардахаев, Лев Владимирович. Формирование активной жизненной позиции у молодых офицеров : диссертация … кандидата педагогических наук : 13.00.01. — Москва, 1981. — 248 с.[3]

### Редакторская деятельность
- Отечественная социальная педагогика : хрестоматия : учеб. пособие для студентов и аспирантов, изучающих соц. педагогику и историю соц. педагогики на фак., готовящих специалистов для соц. сферы / Моск. гос. соц. ун-т; сост. Л. В. Мардахаев. — М. : ACADEMIA, 2003. — 382 с. — (Высшее профессиональное образование. Социальная работа) ; ISBN 5-7695-1398-5
- Социальная педагогика : теория, практика, перспективы : материалы Всероссийских макаренковских социально-педагогических чтений, 27-28 марта 2008 года : [в 2 ч.] / Федеральное собр. Российской Федерации [и др.]; под ред. Л. В. Мардахаева. — Москва : [Изд-во РГСУ], 2008.; ISBN 978-5-7139-0610-8
- Социально-педагогическое наследие Станислава Теофиловича Шацкого и современность : (к 130-летию со дня рождения) : материалы научно-практической конференции, 23 октября 2008 года / Межд. акад. наук пед. образования, Рос. гос. социальный ун-т, Каф. социальной и семейной педагогики; [под ред. Л. В. Мардахаева, А. К. Быкова]. — Москва : Изд-во Российского гос. социального ун-та, 2008. — 185 с.; ISBN 978-5-7139-0639-9
- Социальная педагогика в первом десятилетии XXI века и перспективы её развития : материалы XIV Всерос. соц.-пед. чтений, посв. 20-летию РГСУ, 25 марта 2011 г. : [в 2 ч.] / Межд. акад. наук пед. образования, Российский гос. соц. ун-т, Каф. соц. и семейной педагогики; под ред. Л. В. Мардахаева. — Москва : Перспектива, 2011.; ISBN 978-5-88045-152-4
- Ведущие перспективы развития социальной педагогики как теории, практики и образовательного комплекса: материалы XV всероссийских социально-педагогических чтений, 30 марта 2012 года / Междунар. акад. наук пед. образования, Российский гос. социальный ун-т, Каф. социальной и семейной педагогики; под ред. Л. В. Мардахаева. — Москва : Перспектива, 2012. — 440 с.; ISBN 978-5-88045-177-7
- Воспитание человека — дело счастливое и посильное: материалы межд. социально-педаг. чтений, посв. 125-летию Антона Семёновича Макаренко, 22 марта 2013 года / Межд. Макаренковская ассоц. [и др.]; под ред. Л. В. Мардахаева. — Москва : Российский гос. социальный ун-т, 2013. — 555 с.; ISBN 978-5-7139-1119-5
- Становление и развитие социальной педагогики: методология, теория, практика : материалы XVII Межд. социально-педаг. чтений, посв. Игорю Адамовичу Липскому (29 марта 2014 года) : сборник статей / Междунар. акад. наук пед. образования [и др.]; под ред., [сост.] Л. В. Мардахаева. — Москва : Изд-во Российского гос. социального ун-та, 2014. — 437 с.; ISBN 978-5-7139-1171-3
- Инициатива и творчество социального педагога: сборник студ. науч. работ / Российский гос. социальный ун-т, Каф. социальной и семейной педагогики; под ред. Л. В. Мардахаева; [ред.-сост.: Л. В. Мардахаев]. — Москва : Изд-во РГСУ, 2015.
- Социальный педагог-исследователь: сборник науч. работ аспирантов и магистрантов / Российский гос. социальный ун-т, Каф. социальной и семейной педагогики; под ред. Л. В. Мардахаева. — Москва : Изд-во РГСУ, 2015.
- Становление и развитие института социальной педагогики в России: матер. XVIII Межд. социально-педаг. чтений, посв. 20-летию подготовки социальных педагогов (27 марта 2015 года) : сборник статей / Российский гос. социальный ун-т [и др.]; под ред. Л. В. Мардахаева. — Москва : Изд-во РГСУ, 2015. — 329 с.; ISBN 978-5-7139-1222-2.
- Социальная геронтология: Россия и США: кросскультурный анализ (Российско-американский проект) : коллективная монография / [С. В. Казначеев, О. И. Воленко, Лиза Дж. Уинтерс и др.]; под редакцией Л. В. Мардахаева и В. Е. Хилза; Российский государственный социальный университет, Университет Прибрежной Каролины. — Москва : Изд-во РГСУ, 2016. — 322 с.; ISBN 978-5-7139-1275-8.

### Калабалинские чтения (ред.)
- С. А. Калабалин. Педагогическое наследие и современность / Первые Калабалинские чтения; сост. и ред. Л. В. Мардахаев. — Москва : Перспектива, 2013. — 195, [1] с. : портр., факс.; 21 см; ISBN 978-5-88045-192-0
- Воспитание есть искусство, дело живое и творческое: материалы Вторых международных социально-педагогических калабалинских чтений, посвящённых А. С. Калабалину (Москва, 2 октября 2014 года) : сборник статей / Междунар. макаренковская ассоц. [и др.]; под ред. Л. В. Мардахаева. — Москва : Изд-во Российского гос. социального ун-та, 2014. — 210 с.; 21 см; ISBN 978-5-7139-1197-3
- Калабалина, Галина Константиновна (1909—1999). Педагогические размышления: сборник / Г. К. Калабалина; сост. и ред. Л. В. Мардахаев. — Москва : Изд-во Российского гос. социального ун-та, 2015. — 290 с.; 21 см; ISBN 978-5-7139-1239-0 : 500 экз.
- Берегиня: материалы третьих международных социально-педагогических Калабалинских чтений, посвящённых Г. К. Калабалиной (Москва, 1 октября 2015 года) : сборник статей / Международная акад. наук пед. образования [и др.]; под ред. Л. В. Мардахаева. — Москва : Перспектива, 2016. — 161 с.; 21 см; ISBN 978-5-905790-10-2 : 300 экз.
- Воспитание гражданина — дело государственной важности: материалы Всероссийской конференции с международным участием. VI Калабалинских чтений, посвящённых 115-летию со дня рождения Семёна Афанасьевича Калабалина, Москва, 2 октября 2018 г. / под ред. Л. В. Мардахаева, В. В. Зарецкого. — М.: ФГБНУ «Центр защиты прав и интересов детей», 2018. 209 с.
- Воспитание, воспитание и ещё раз воспитание, невоспитания в природе не существует: материалы Всероссийской научно-практической конференции с межд. участием, Калабалинские чтения, посвящённые 110-летию со дня рождения Г. К. Калабалиной, Москва, 30 мая 2019 г. / под общей редакцией Т. Н. Сапожниковой, В. В. Зарецкого, Л. В. Мардахаева, А. М. Егорычева. М.: ГБУ Центр по защите прав детей «Детство», 2019. — 161 с. ISBN 978-5-88045-401-3
- Калабалина Г. К., Мардахаев Л. В. Педагогическое наследие Калабалиных. М., 2021. 504 с. 978-5-7949-0890-9
- Межведомственная координация вопросов воспитания – важнейший приоритет социальной политики государства // XII социально-педагогические Калабалинские чтения. Под. ред. Л.В. Мардахаева и В.В. Журавлёва. Москва: РГСУ, 26 октября 2022 г. ISBN 978-5-880045-559-1.